# Марта Еріка Алонсо
Марта Еріка Алонсо Ідальго (ісп. Martha Érika Alonso Hidalgo, також Марта Еріка Алонсо де Морено Валле; 17 грудня 1973 р. — 24 грудня 2018 р.) — мексиканська політична діячка Партії національної дії (PAN), перша жінка-губернаторка Пуебли. Обіймала цю посаду з 14 грудня 2018 року до своєї смерті через десять днів у вертолітній катастрофі. Дружина Рафаеля Морено Валле Росаса, який був губернатором Пуебли з 2011 по 2017 рік і також загинув у катастрофі.

## Життя
Марта Еріка Алонсо Ідальго народилася 17 грудня 1973 року, відвідувала Ібероамериканський університет Пуебли, де вивчала графічний дизайн, та Американський університет Пуебли, який закінчила з отриманням ступеня магістра з питань зв'язків з громадськістю. Одружилася із Морено Валле у 2004 році.
У 2009 році вона стала активною членкинею PAN, а з 2011 по 2016 рік, що збігається з більшістю часу перебування її чоловіка на посаді губернатора, вона головувала у фонді Національної системи розвитку сім'ї (DIF) штату Пуебла.  DIF отримала більше грошей під час керівництва Алонсо, ніж за попередніх двох урядів штату. У 2015 році вона стала головним секретарем партії, тобто обійняла другу за важливістю позицію у партії.  Її освіта та професійний досвід надали їй додаткової поваги, що призвело до того, що її визнали однією з найпотужніших перших леді в історії Пуебли.

### Кандидатство в губернатори
У 2018 році Алонсо балотувалася на посаду губернатора Пуебли — її перша кампанія на виборну посаду  — за підтримки коаліції Por México al Frente, до складу якої входили PAN, Партія демократичної революції, Мовіміенто Сьюдадано та дві партії штату (Compromiso por Puebla та Pacto Social de Integración). PAN та партії штату також підтримували заявку Морено Валле на губернаторство у 2011 році. Її кандидатура нібито була обрана для висування з тої причини, що за внутрішніми опитуваннями у PAN її вважали сильнішою кандидатурою, ніж мер Пуебли, Едуардо Рівера Перес.
Під час кампанії Алонсо прагнула дистанціюватися від свого чоловіка, який не з'являвся на рекламних заходах; вона також не використовувала прізвище свого чоловіка (Марта Еріка Алонсо де Морено Валле), як це було в той час, коли вона працювала в DIF Пуебли.  Однак до команди Алонсо приєдналися кілька співробітників з кампанії та уряду Морено Валле, включаючи колишнього прес-секретаря штату та колишніх законодавців штату, а державні політичні експерти вказали на її використання подібних до кампанії Морено Валле стратегій.
Алонсо перемогла на виборах 1 липня 2018 року, обійшовши Мігеля Барбосу Уерту та двох інших кандидатів, ставши першою жінкою на посаді губернатора Пуебли та сьомою у всій країні.

### Загибель
24 грудня 2018 року вертоліт, що перевозив Марту Алонсо, Рафаеля Морено Валле та інших політиків штату із партії PAN, розбився у полі біля міста Санта Марія Коронанго, за пів години від міста Пуебла, вбивши обох. У твіті президент Андрес Мануель Лопес Обрадор вказав, що Алонсо та Морено Валле перебували на збитому літаку; вона пробула губернатором десять днів.